# Garnitur (Einheit)
Die Garnitur und das Faß/Fässchen waren sächsische Zählmaße. Verwendung fanden diese beim Handel mit Blechen. Als Kreuzbleche wurden die stärkeren Weißblechsorten und mit Futterblech die Bleche mittlerer Stärke bezeichnet.
- 1 Garnitur = 2 Fässchen Vorder- oder Fuderbleche/Futterbleche = 1 Faß/Fässchen Kreuzbleche
- 1 Fässchen = 450 Blatt/Platten[1]